# Hottentotforklæde
Hottentotforklæde (engelsk: Hottentot apron) er et genetisk karakteristika ved Khoisan-folket (hottentotter) hvor kvinderne udvikler relativt lange indre kønslæber som hænger op til 10 centimeter uden for de ydre kønslæber og resten af vulva. Tidlige europæiske tilrejsende i det 17. århundrede troede tilsyneladende at det var et separat vedhæng til kønslæberne som de beskrev som et "forklæde".
"Hottentotforklædet" blev første gang beskrevet af den hollandske læge Willem ten Rhijne i hans bog En beskrivelse af Kap det gode håb og Hottentotterne, landets indfødte fra 1673, hvor han beskrev det som:
| „ | De har for dem selv denne specialitet ikke fundet i andre racer, at de fleste af dem har fingerformede vedhæng, altid dobbelt, som hænger ned fra deres kønsdele. | “ |

Den næste til at beskrive fænomenet var den franske opdager François Leguat som dog i modsætning til Willem ten Rhijne ikke havde set det med egne øje. I 1708 skrev han i bogen En ny rejse mod Østindien at kvinderne ikke behøver at dække deres kønsorganer med tøj da de har disse folder der fuldt ud rækker til at dække for forbipasserende, og det er tilsyneladende her ideen om et hudforklæde fra maven og dækkende kønsdelene, stammer fra.
- Nærbillede af et "hottentotforklæde", spredte
- Khoisan-kvinde med synlige hængende kønslæber